# بیلد-ای-بیر ورکشاپ
بیلد-ای-بیر ورکشاپ (انگلیسی: Build-A-Bear Workshop) شرکت خرده‌فروشی آمریکایی است، که در سال ۱۹۹۷ توسط ماکزین کلارک تأسیس شد.